# 셰제리포랑
셰제리포랑 (Chézery-Forens)은 프랑스 오베르뉴론알프 앵주의 코뮌이다. 1962년 '셰제리' (Chézery)와 '포랑' (Forens) 코뮌이 병합되어 설치되었다.

## 지리
젝스 아롱디스망에 투아리 캉통에 속해 있으며, 페드젝스 복합공동체의 일원이다.
발세린강 계곡에 자리해 있으며, 가까운 코뮌으로는 렐렉스, 미주, 벨가르드쉬르발세린, 샤티용앙미셰유가 있다. 쥐라산맥의 오봉 (Crêt d'eau), 샬랑봉 (Crêt de Chalam), 라네주봉 ( Crêt de la neige)으로 둘러싸여 있다.
셰제리포랑의 주요 마을로는 라샤르보니에르 (la Charbonnière), 레클로제트 (les Closettes), 레페리 (l'Eperry), 포랑 (Forens), 르그랑데세르 (le Grand Essert), 마그라 (Magras), 망티에르 (Menthières)가 있으며, 스키 리조트인 누아르콩브 (Noire Combe), 라리비에르 (la Rivière), 로세 (Rosset), 라세르팡투즈 (la Serpentouze) 등도 속해 있다.

## 역사
셰제리의 역사는 중세시대 시토회 소속 셰제리 수도원의 역사와 궤를 같이한다. 셰제리 수도원은 1140년 스위스 제네바로 향하는 론길과 생클로드로 향하는 콜드라포시유길 (Col de la Faucille) 사이의 발세린강 계곡지대에 세워졌다.
이후 쥐라산맥의 경사진 토지를 개간하고, 셰브리에, 뷜방, 셰넥스, 베지, 송지 일대에 촌락이 세워지면서 십일조를 거두었다는 기록이 남아 있다. 또 랑크랑, 페롱, 제니사, 뷜방, 클라라퐁, 페요네, 데쟁지 등지에 포도원과 제분소, 삼림지를 세웠다.
1160년경부터는 양목을 시작하였으나 1280년경부터 제네바의 모직산업이 쇠퇴하는 바람에 수도원의 수입판로가 사라지고 말았다. 13세기말부터는 수도원의 자체 노동력이 부족해지면서 지세를 받는 대가로 소유지를 양도하였다. 
1348년에는 흑사병으로 고초를 겪었으며, 14세기 말에는 화재로 수도원 시설이 일부 소실되는가 하면, 1536년에는 베른에서 건너온 부대가, 1590년에는 제네바의 부대가 수도원을 약탈하였다. 
17세기 르네상스기를 거쳐 18세기에는 황폐화되었으며, 프랑스 혁명 이후 남은 수도원 건물은 개인이 매입하여 주택이나 가게로 사용하였다. 
1601년 페드젝스와 뷔제 지방이 프랑스 왕국의 소유로 넘어가면서, 본래 사보이아 공국의 영토였던 지역이 프랑슈콩테 지방의 사부아에 속하게 되었다. 당시 셰제리는 프랑스의 영토였으나 포랑은 해당되지 않았고, 셰제리 북쪽의 발세린강은 프랑스의 서쪽 국경으로 삼게 되었다. 1760년 토리노 조약으로 이 국경은 무효화되고 세제리는 완전한 프랑스령이 되었다.
1717년 1월 8일 오전 10시, 크레데벨리 (Cret d'Ebelly) 지역에 눈사태가 발생하여 누아르콩브 (Noire-Combe) 마을의 여러 농가를 파괴, 어린이 8명을 포함하여 20명이 사망하는 사건이 있었다.

## 경제
블뢰 드 젝스 (Bleu de Gex)라는 치즈가 생산되며, 스키와 레저 관광이 발달하여 호텔, 캠프장 등이 들어서 있다.
롤러스케이트 바퀴와 롤러 스키의 유일한 프랑스 국내 생산업체가 소재해 있다.

## 명소

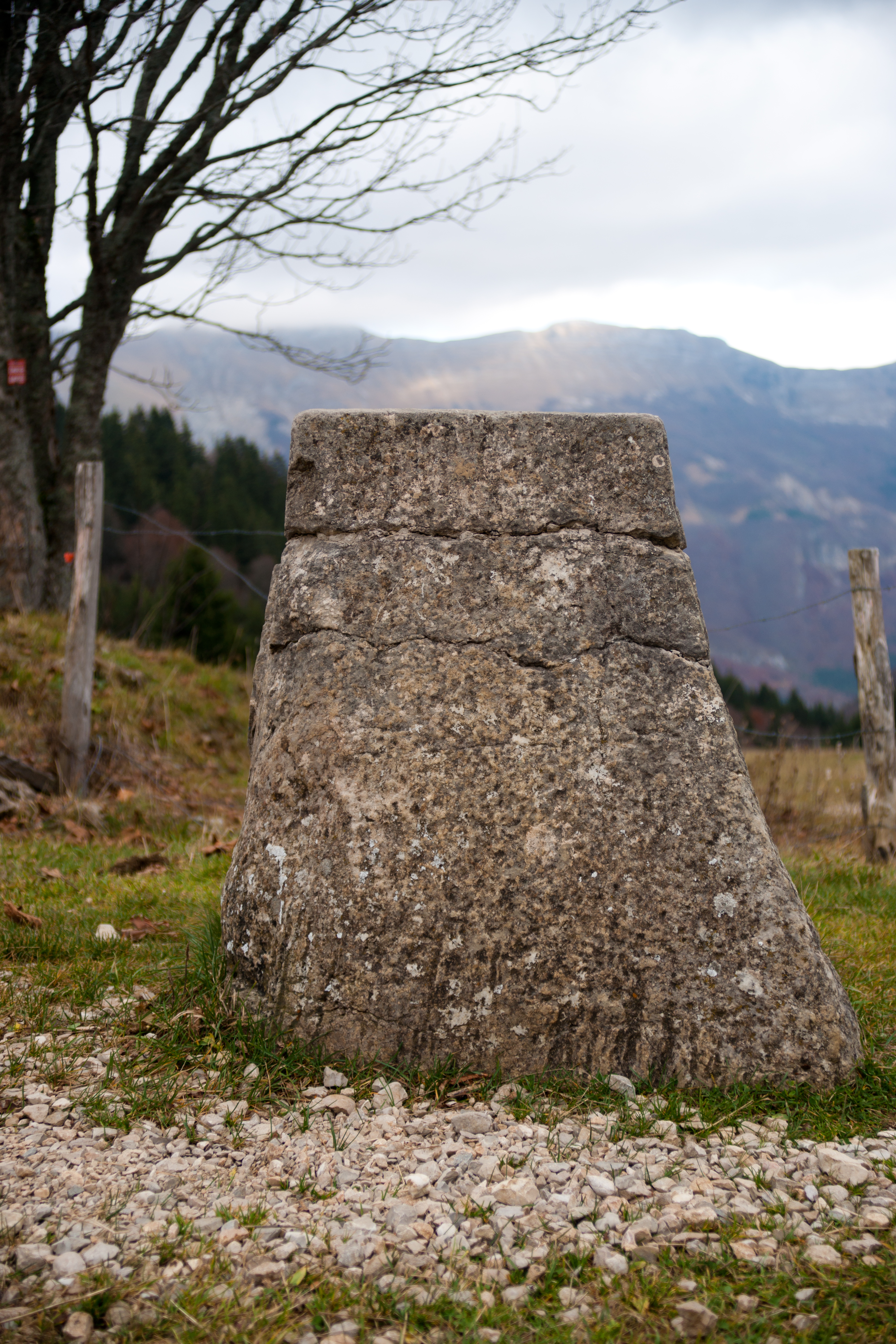
리옹 경계석

- 리옹 경계석 (Borne au Lion) - 프랑스 역사문화재로 지정되어 있다.
- 성모승천교회 (Église de l'Assomption-de-la-Vierge) - 1645년에 지어졌으며 프레스코화로 유명.
- 포랑성 (Château de Forens) - 17세기 후반 완공
- 포랑 제분소 (Moulin de Forens)
- 마그라 제분소 (Moulin de Magras)
- 셰제리교 (Le pont de Chézery) - 1853년 발세린강을 건너는 다리로 지어졌다.
- 셰제리 수도원 유적

## 같이 보기
- 앵주의 코뮌 목록